# 贝尔福-蒙贝利亚尔技术大学
贝尔福-蒙贝利亚尔技术大学（法語：Université de technologie de Belfort-Montbéliard，缩写：UTBM）是位于法国的一所公立高等教育机构，是2019年被授予办法工程师文凭的205所工程师学校之一。学校是法国三所技术大学之一，在贝尔福、蒙贝利亚尔和塞沃南分布有校区。